# Carlos Kleiber
Carlos Kleiber (Berlin, 1930. július 3. – Konjšica, 2004. július 13.) német származású osztrák karmester, a 20. század egyik legnagyobb karmesterének tekinthető.

## Élete

### Korai évek
Carlos (Karl Ludwig Bonifacius) Kleiber Berlinben született 1930 júliusában, az akkor már komoly reputációval rendelkező, éppen a Berlini Állami Operaházat irányító osztrák karmester, Erich Kleiber és a amerikai Ruth Goodrich fiaként. 1935-ben a család odahagyta a náci Németországot és először Ausztriába távozott, majd nem sokkal később Argentínába, Buenos Airesbe költözött – a fiú neve ekkor „mutálódott” Carlosra. Itt elsősorban angol nyelvű oktatásban részesült, később New Yorkban és Zürichben is tanult. Ekkortájt már komponált, énekelt, zongorán és üstdobon játszott, Amerikában mások mellett Toscaninit is többször hallotta vezényelni. Érdekes módon apját cseppet sem villanyozta fel fia zenei tehetsége és ambíciói, ehelyett igyekezett őt távol tartani a muzsikusok kasztjától, jobban örült, mikor az Svájcban vegyésznek tanult.

### Karrierje
Carlos Kleiber azonban szilárd elhatározást ápolt: muzsikus lesz. Huszonkét évesen, 1952-ben lépett fel először közönség előtt, La Platában, majd, követve apját Európába, korrepetitorként dolgozott a Gärtnerplatzi Állami Színházban (München). Karmesterként Karl Millöcker Gasparone című operettjével debütált, 1955-ben, Potsdamban, Karl Keller álnéven, hogy személyét ne kössék össze apjáéval. (A siker nyomán a keletnémet Kulturális Minisztérium rögtön állást ajánlott neki a potsdami színházban, de mivel apja politikai okokból nem akart Kelet-Berlinben maradni, végül elhagyták az országot.)

### A német dalszínházakban
1958 és '64 között egyéb német dalszínházakban, Düsseldorfban, Duisburgban szerepelt dirigensként Kleiber, 1964-től '66-ig a Zürichi Operaház állandó karmestere volt. 1966-ban debütált Nagy Britanniában: az Edinburgh-i Fesztiválon Alban Berg Wozzeckjét dirigálta, azt a művet, melyet édesapja mutatott be negyven évvel korábban. Az ezt követő hét esztendőben a Stuttgarti Operát szolgálta – ez volt utolsó állandó állása –, de rendszeres vendégként gyakran megfordult a müncheni Bajor Állami Operában is. Stuttgartban kötött szoros barátságot a rendező Otto Schenkkel, akinek operarendezései úgyszólván végigkísérték a pályáját.

### 1969-től 2004-ig
A következő harminc évét szabadúszó muzsikusként töltötte Kleiber, csakis olyan fellépést vállalva el, amelyhez valóban kedve volt. 1973-ban több koncert erejéig járt a Hamburgi Filharmonikusoknál és a helyi Állami Operában a Falstaff-fal, valamint Zürichben, a Tonhallé Zenekar meghívására, illetve a Bécsi Filharmonikusokkal Pozsonyban, Göteborgban is koncertezett. Ebben az évben mutatkozott be a bécsi Staatsoperben, majd egy évre rá Bayreuthban – mindkét színházban a Trisztán és Izoldával -, ugyanebben az évben szerepelt először a londoni Covent Gardenben a Rózsalovaggal és a milánói Scalában a Zeffirelli rendezte legendás Otellóval, a Bajor Állami Opera társulatát pedig japán turnéra vitte. 1980-ban osztrák állampolgár lett.
1973-tól kezdett hanglemezeket készíteni Kleiber, s bár e tevékenységet még annyira sem szívelte, mint a rendszeres munkát, a Deutsche Grammophonnál több felbecsülhetetlenül értékes lemezt is rögzített 1982-ig.
Évekkel később Amerikában is járt, 1977-ben Verdi Otellójával lépett fel a San Franciscó-i Operában, a Chicagói Szimfonikusok vendégeként pedig 1978-ban, majd 1984-ben, a Metropolitanban azonban jóval később, 1988-ban szerepelt először a híres, Luciano Pavarotti és Mirella Freni fémjelezte Bohémélettel. A Berlini Filharmonikusokat 1982-ben dirigálta első ízben, s bár Karajan halála után komolyan felmerült a neve, mint lehetséges utódé, Kleiber határozottan elhárította a megkeresést.
A Bécsi Filharmonikusok Újévi Koncertjét két alkalommal, 1989-ben és 1992-ben dirigálta. Utolsó karmesteri fellépésére 1999 februárjában került sor: a Bajor Rádió Szimfonikus Zenekarát vitte mediterrán koncertkörútra. Szerepeltek a Kanári-szigeteken, Valenciában és Cagliariban. Noha számos pletyka elterjedt a 2000-es években Kleiber újabb és újabb nagy visszatéréséről, erre nem került sor.
Miután 2003-ban felesége (Stanislava Brezovar) váratlan halála tartós sokkot okozott neki, 2004. július 13-án, 10 nappal 74. születésnapja után, Szlovéniában hunyt el.

## Kitüntetések és díjak
- München város kulturális tiszteletére (1978)
- Pour le Mérite a tudomány és a művészet számára (1990)
- Osztrák díszítés a tudomány és a művészet számára (1992)
- A Scala aranybatona (1995)
- Német rekorddíj
- Bajor Érdemrend
- Bajor Maximilián rend Tudomány és művészet számára
- Grand Merit Cross a Németországi Szövetségi Köztársaság Érdemrendjének Csillagával

## Stílusa
Köszönhetően Carlos Kleiber sajátos munka- és karrierfelfogásának, a több évtizedes pálya során kialakított repertoárja meglehetősen kicsinynek mondható. Az operákat tekintve azért szembeszökő a változatosság: Bohémélet, Carmen, A denevér, A bűvös vadász, Otelló, A rózsalovag, Traviata, Trisztán és Izolda és a Wozzeck, de mindössze ennyi. A szimfonikus irodalomban is hasonlóan csekély volt a merítése, Mozart, Beethoven, Schubert és Brahms néhány szimfóniája, egy kevés Dvořák, no meg néhány Strauss-keringő, alig több. Mégis a karmesterek karmesterének tartották.
Operafelvételeinek szólistái Plácido Domingótól Margaret Price-ig ódákat zengtek róla, Herbert von Karajan talán egyetlen kollégájáról sem nyilatkozott olyan elismerően, mint Kleiberről, mégis, ez az excentrikus művész megvetette a nap utáni munkazsibbasztó rutinját, negyvenhárom éves kora után nem volt halandó elkötelezni magát egyetlen intézmény élén sem. (Úgy mondják, gyűlölt szerződést szignózni.) Vendégfellépései, koncertjei, operaestjei eseményszámba mentek, olyan hírverést fakasztottak, amely csak egy igazi, párját ritkító „varázslónak” járhatott ki. Produkcióit így egy zárkózott orákulum ritka kinyilatkoztatásaiként kezelték.

## Művészete
Tagadhatatlan: Carlos Kleiber mindig hevesen visszautasította a hagyományos maestro-szerepet. Hangulatember volt, nem állhatta az elkötelezettséget, híres volt utolsó pillanatban közölt, nemritkán hangos botránnyal kísért lemondásairól. (Mondogatták: Kleiber csak akkor dolgozik, ha üres a hűtőszekrénye…) Munkatársaival leginkább papírszeletekre írt rövid utasítások, ún. Kleiber-grammok formájában szeretett érintkezni, s legtöbbször még apróbb kompromisszumokra sem volt hajlandó. Magatartásának dekadens fölényeskedése, kiszámíthatatlan, rapszodikus viselkedése részét képezte egyedülálló nimbuszának, nem csoda, ha pályájának utolsó két évtizedére egy megközelíthetetlen ikonná, valóságos élő legendává vált.
Beethovenjei és Schubertjei egyaránt drámaian mozgalmasak, intenzíven szenvedélyesek, ugyanakkor pontosak és klasszikusan idealisztikusak, Brahms-előadásai irigylésre méltóan csiszoltak, hordozzák a német késő romantika minden artisztikus nemességét. Emellett Weber, Verdi, Wagner és Strauss egyaránt ideális formát nyert a pálcája alatt. Kleiber Traviatájához hasonlót Toscanini óta nem hallott a zenei élet, Bűvös vadásza többek véleménye szerint abszolút etalon, Trisztánja csak Furtwängleréhez mérhető, Rózsalovagja pedig talán apjáét is túlszárnyalja.
Kevés olyan karmestert ismer a zenetörténet, akinek az előadásait többször illették volna az interpretációtörténetben nehezen értelmezhető „tökéletes” jelzővel az ítészek. A zenészek pedig lelkesedtek a vele való munkáért. Kleiber produkciói valóban hordoztak valamiféle utolérhetetlen, csak rá jellemző perfekciót, megismételhetetlen muzikális intenzitást, mellyel új oldalukról volt képes megvilágítani sokat játszott darabokat, feltárni valódi mélységeiket. Megszállott volt, valósággal rettegett a hibáktól. Próbáin a legnagyobb alapossággal dolgozta ki a soron következő előadásait, fáradhatatlanul, olyan mélyen elmerülve a részletekben, ahogyan szinte senki a pályatársai közül. Mindig határozott elképzelése volt arról, hogy az adott művet hogyan szeretné hallani, szándékainak megvalósítását maradéktalanul megkövetelte a muzsikusaitól, olvasatai mégsem nélkülözték sohasem a frissességet és az eredetiséget.

## Felvételei
A lemezstúdióba még ritkábban vonult be Kleiber, ennek ellenére túlzás nélkül állítható, valamennyi lemezével új mércét teremtett. 1973-ra datáljuk első felvételét, a híres drezdai Bűvös vadászt, 1975-ben született müncheni Denevér-lemeze, két évvel később ugyanitt Verdi Traviatájának rögzítése, amit 1979-ben a Schenk rendezte Rózsalovag tévéfelvétele követett – valamennyi a Deutsche Grammophon kiadásában. A legendás operaprodukciók mellett bécsi szimfónia-lemezek is készültek az irányításával: Beethoven V. és VII. szimfóniája (Bécsi Filharmonikusok, 1974–76, DG), Schubert III. és VIII. szimfóniája (Bécsi Filharmonikusok, 1978, DG), Brahms IV. szimfóniája (Bécsi Filharmonikusok, 1980, DG), valamint Dvořák Zongoraversenye Szvjatoszlav Richter szólójával (München, 1976, EMI). Utolsó stúdiófelvételét a Trisztán és Izoldából rögzítette Drezdában (1980–82, DG). Revelatív erejű, referencia-előadások ezek, kivétel nélkül, minden valamirevaló lemezgyűjtemény alapkövei.
Jóllehet stúdiómunkáinak mennyisége nem nagy, számos Kleiber-koncert vagy -operaelőadás rádió-, illetve TV-felvétele maradt az utókorra. Így rendelkezünk hang- és/vagy képanyaggal olyan művekből is, mint Beethoven IV. és VI. szimfóniája, Mozart „Linzi” szimfóniája vagy Brahms II. szimfóniája. De a Sony Classical kiadásában hangfelvétel, a Deutsche Grammophon és a Philips kiadványai révén pedig videó formájában hozzáférhető a két Újévi hangverseny felvétele is. Ahogyan egy bécsi Carmen (1978), egy müncheni Denevér (1986) is elérhető ma DVD-n, továbbá londoni és milánói Otelló-előadások, müncheni, bécsi Rózsalovag, londoni Bohémélet, Bayreuthi Trisztán is meghallgatható vele.
- Georg Philipp Telemann: B-dúr Szvit, Hamburgi Rádió Zenekara, Profil (1960)
- Carl Philipp Emmanuel Bach: B-dúr Gordonkaverseny, Hamburgi Rádió Zenekara, Profil (1960)
- Gustav Mahler: Dal a földről, Christa Ludwig, Waldemar Kmentt, Bécsi Szimfonikus Zenekar (1967)
- Ifj. Johann Strauss: A denevér- Nyitány, Carl Maria von Weber: A bűvös vadász- Nyitány, Stuttgarti Rádió Szimfonikus Zenekara (1970)
- Borogyin: 2. Szimfónia, Stuttgarti Rádió Szimfonikus Zenekara, Hänssler (1972)
- A bűvös vadász, Drezdai Állami Zenekar, Gundula Janowitz, Edith Mathis, Peter Schreier, Theo Adam, Bernd Weikl, Siegfried Vogel, Franz Crass (1973), Deutsche Grammophon
- Richard Strauss: A rózsalovag, Bajor Állami Operaház zenekara, Claire Watson; Brigitte Fassbaender; Lucia Popp, Opera d'Oro
- Ludwig van Beethoven: 5. c-moll Szimfónia, Bécsi Filharmonikus zenekar (1974), Deutsche Grammophon
- Ifj. Johann Strauss: A denevér, Bajor Állami Operaház, Hermann Prey, Várady Júlia, Lucia Popp, René Kollo, Ivan Rebroff, Bernd Weikl (1975)
- Beethoven: 7. A-dúr Szimfónia, Bécsi Filharmonikus zenekar (1975-1976), Deutsche Grammophon
- Dvorák: g-moll Zongoraverseny Szvjatoszlav Richter, Bajor Állami Operaház zenekara (1976), EMI
- Giuseppe Verdi: Otelló, Milánói Scala Ének és zenekara, Plácido Domingo, Mirella Freni, Piero Cappucilli (1976), Opera d'Oro
- Verdi: Traviata, Bajor Állami Operaház zenekara, Ileana Cotrubaş, Plácido Domingo, Sherrill Milnes (1977), Deutsche Grammophon
- Richard Strauss: Elektra, Londoni Királyi Operaház, Birgit Nilsson, Marta Szirmay és Gwyneth Jones, Connoisseur Label (1977)
- Georges Bizet: Carmen, Bécsi Állami Operaház, Jelena Obraztsova, Plácido Domingo, Jurij Mazurok, Isobel Buchanan, TDK és Bel Canto (1978)
- Franz Schubert: 3. és 8. ,, befejezetlen’’ Szimfónia, Bécsi filharmonikus Zenekar, Deutsche Grammophon (1978)
- Giacomo Puccini: Bohémélet, Milánói Scala ének és Zenekara, Ileana Cotrubaş, Luciano Pavarotti, Golden Melodram/Myto (1979)
- Puccini: Bohémélet, Londoni Királyi Operaház Zenekara, Ileana Cotrubaş, Sona Ghazarian, Golden Melodram (1979)
- Johannes Brahms: 4. Szimfónia, Bécsi Filharmonikusok (1980)
- Wagner: Trisztán és Izolda, drezdai Állami Zenekar, René Kollo, Margaret Price, Brigitte Fassbaender, Dietrich Fischer-Dieskau, Kurt Moll Deutsche Grammophon (1980-1982)
- Beethoven: 4. és 7. Szimfónia, Bajor Állami Operaház Zenekara, Orfeo (1982)
- Beethoven: 6. ,,Pastorale’’ Szimfónia, Bajor Állami Operaház Zenekara, Orfeo (1983)
- Beethoven: 4. és 7. Szimfónia, Amszterdami Királyi Concertgebouw Zenekar, Philips (1983)
- Ifj. Johann Strauss: A denevér, Bajor Állami Operaház, Pamela Coburn, Brigitte Fassbaender, Janet Perry, Eberhard Wächter, Deutsche Grammophon (1986)
- Bécsi Filharmonikusok Újévi koncertje, Sony Classical, Deutsche Grammophon (1989)
- Wolfgang Amadeus Mozart: Linzi Szimfónia, Johannes Brahms: 2. Szimfónia, Bécsi Filharmonikus Zenekar, Philips (1991)
- A Bécsi Filharmonikusok Újévi koncertje, Sony Classical, Deutsche Grammophon (1992)
- Richard Strauss: A rózsalovag, Bécsi Állami Operaház, Felicity Lott, Kurt Moll, Anne Sofie von Otter, Gottfried Hornik, Barbara Bonney, Heinz Zednik, Deutsche Grammophon (1994)
- Beethoven: Coriolán-Nyitány, Wolfgang Amadeus Mozart: 33.Szimfónia, Johannes Brahms:4.Szimfónia, Bajor Állami zenekar, Deutsche Grammophon (1996)